# Kurtzia
Kurtzia é um gênero de gastrópodes pertencente a família Mangeliidae.

## Espécies
- Kurtzia aethra (Dall, 1919)[2]
- Kurtzia arteaga (Dall & Bartsch, 1910)[3]
- Kurtzia elenensis McLean & Poorman, 1971[4]
- Kurtzia ephaedra (Dall, 1919)[5]
- Kurtzia granulatissima (Moerch, 1860)[6]
- Kurtzia humboldti McLean & Poorman, 1971[7]
- †Kurtzia kilburni C. Nielsen, 2003

Espécies trazidas para a sinonímia
- Kurtzia aegialea W.H. Dall, 1919: sinônimo de Kurtzia granulatissima (O.A.L. Mörch, 1860)
- Kurtzia gordoni Bartsch, 1944: sinônimo de Kurtzia arteaga (Dall & Bartsch, 1910)